# Song for Guy
Song for Guy è un singolo del musicista britannico Elton John, pubblicato il 28 novembre 1978 come estratto dall'album A Single Man.

## Descrizione
Proveniente dall'album del 1978 A Single Man (del quale è l'undicesima e ultima traccia) costituisce il pezzo di chiusura del lato B dell'LP e il brano più conosciuto dello stesso.
La canzone è un tributo al giovane Guy Burchett, fattorino diciassettenne della Rocket Records (etichetta discografica di proprietà dello stesso Elton) deceduto tragicamente in un incidente motociclistico. Elton John sulla copertina del 7" scrive:
Il brano, quasi completamente strumentale, con un unico verso ripetuto nella parte finale della canzone (Life isn't everything, in italiano La vita non è tutto), viene introdotto dal solo pianoforte, suonato da Elton. Dopodiché entra in scena un rhythm box, che tiene il tempo e rimarrà udibile per tutta la durata della melodia.
Ray Cooper è presente con alcuni tipi di strumenti a percussione (come lo shaker), mentre Elton John si cimenta anche nei sintetizzatori e altri strumenti a tastiera.

## Classifiche ed esibizioni dal vivo
Il singolo (della durata di 5' 02") è stato un successo mondiale (raggiungendo la #4 nel natìo Regno Unito e rimanendo in classifica per dieci settimane). Ma negli Stati Uniti esso non fu commercializzato fino al marzo del 1979, e non ottenne il risultato sperato (raggiunse solo la #110), così come nemmeno in Canada.
Song for Guy, utilizzata anche come preludio per altri brani (nel famoso Live in Barcelona del 1992, per esempio, essa anticipa Your Song), è stata talvolta eseguita dal vivo nei concerti di Elton John.

## Formazione
- Elton John: voce, pianoforte, mellotron, polymoog, sintetizzatore
- Clive Franks - basso
- Ray Cooper - percussioni